# 革命公园
革命公园是位于中華人民共和國陕西省西安市城内的一座公园，是西安市最古老的公园（1927年）之一。革命公园是为了纪念二虎守长安事件中死难的军民而建立的。革命公园在文革期间也曾改名为东风公园，划归新城区综合办管理，1972年恢复原名革命公园。
2003年9月24日，革命公园被列为第四批陕西省文物保护单位。2019年10月7日，由中华人民共和国国务院公布为第八批全国重点文物保护单位。

## 历史沿革
为了大祭在1926年西安之战中死难的军民，国民联军于1926年12月中旬发起成立了陕西省革命大祭筹备委员会，委员会决定在城内东北角建立革命公园。
1927年3月12日，国民联军驻陕总部在革命公园内举行规模盛大的追悼大会和公葬仪式，西安城内10万多军民群众纷纷赶到现场，冯玉祥、刘伯坚、于右任均出席哀悼大祭。大祭的所有参加者，到北郊草滩，装满一袋袋黄土，再背负到大祭现场，倾倒黄土于坟上，终成两座大冢。两座冢共掩埋围城期间死难的无名尸骨3043具，东为男冢、西为女冢。于右任为此事纂写了“西安负土坟殉难人民碑辞”。
1949年后，政府对公园进行了整修，种植花木，建筑花坛、亭台等设施，开辟了莲池。
1956年，当时流动马戏团和耍猴的、玩把戏协会在革命公园西北角组建了西安动物园，一直持续到1977年。

## 院内建筑
公园内标志性建筑革命亭，拆了西安清代贡院的明远楼迁建于此，改名为革命亭。革命亭前的喷水池中的太湖石相传为兴庆宫遗物。
公园内保存有13块残碑：
| 年代       | 纂写者 | 碑名                             | 保存情况             |
| ---------- | ------ | -------------------------------- | -------------------- |
| 不详       | 不详   | 《西安负土坟阵亡将士碑》         | 不清晰               |
| 1926年     | 于右任 | 《西安负土坟殉难人民碑辞》       | 清晰完整             |
| 1936年12月 | 孙蔚如 | 《陆军步兵上校营长杨明斋纪念碑》 | 清晰完整。           |
| 不详       | 于右任 | 《残碑》                         | 清晰完整。           |
| 不详       | 不详   | 《无字碑》                       | 不详                 |
| 不详       | 杨虎城 | 《井先生纪念碑铭》               | 较清晰。             |
| 1928年     | 冯玉祥 | 《革命公园国殇墓碑》             | 不详                 |
| 1944年     | 李仲三 | 《陆军上将胡公笠僧纪念碑》       | 清晰完整             |
| 1927年     | 刘郁芬 | 《陕西革命殉难军民合冢铭碑》     | 较清晰               |
| 不详       | 于右任 | 《残碑》                         | 只剩半截，字迹不清。 |
| 不详       | 于右任 | 《辛亥革命时期无名烈士纪念碑》   | 较清晰。             |
| 不详       | 不详   | 《诰授振威将军》                 | 清晰不完整           |
| 1927年     | 李虎臣 | 《陕西革命大祭纪念碑》           | 不清晰               |

公园内亦有三座雕塑，分别为：杨虎城将军铜像、刘志丹将军汉白玉石雕像以及谢子长将军铜像。

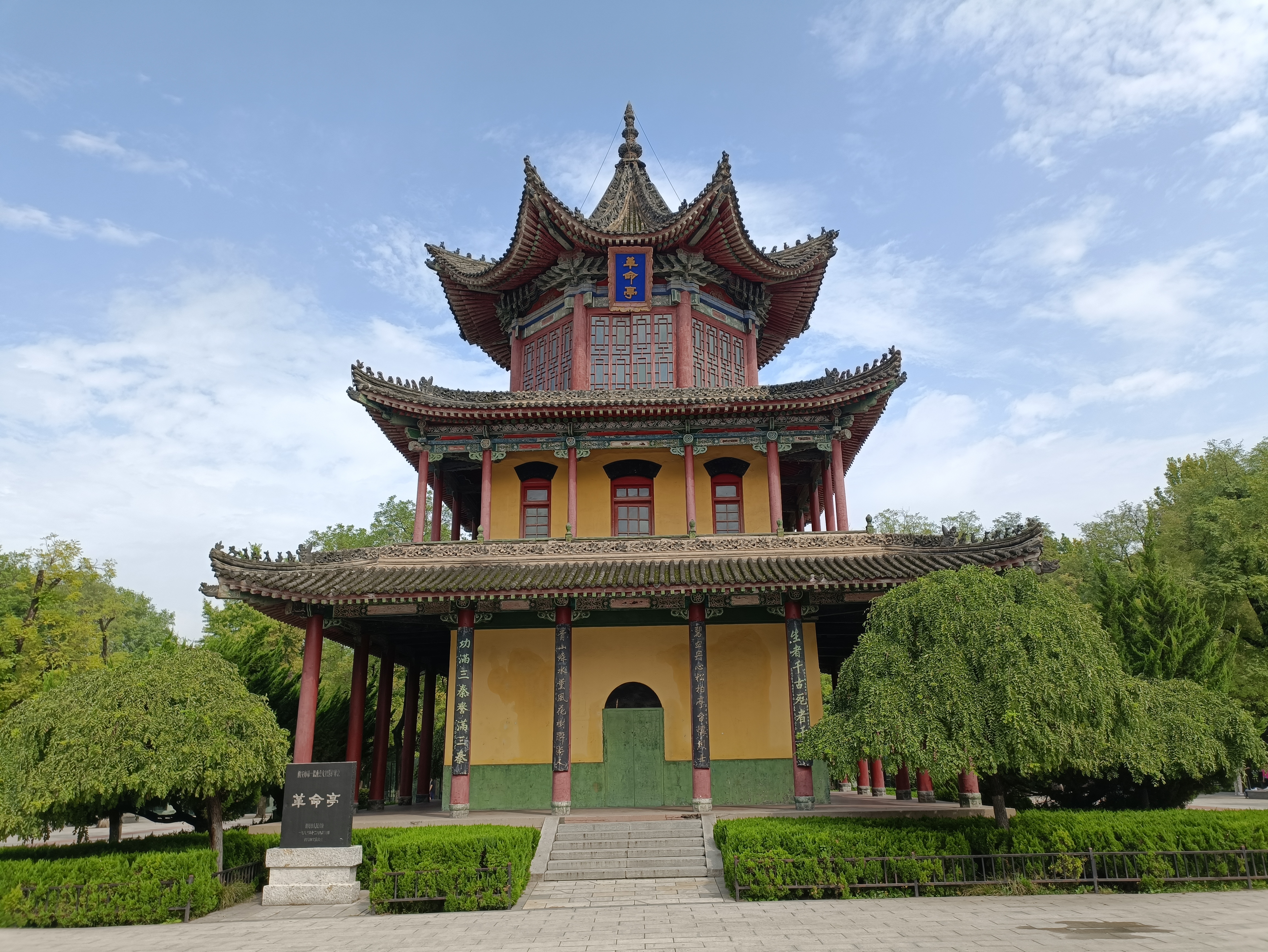
革命亭
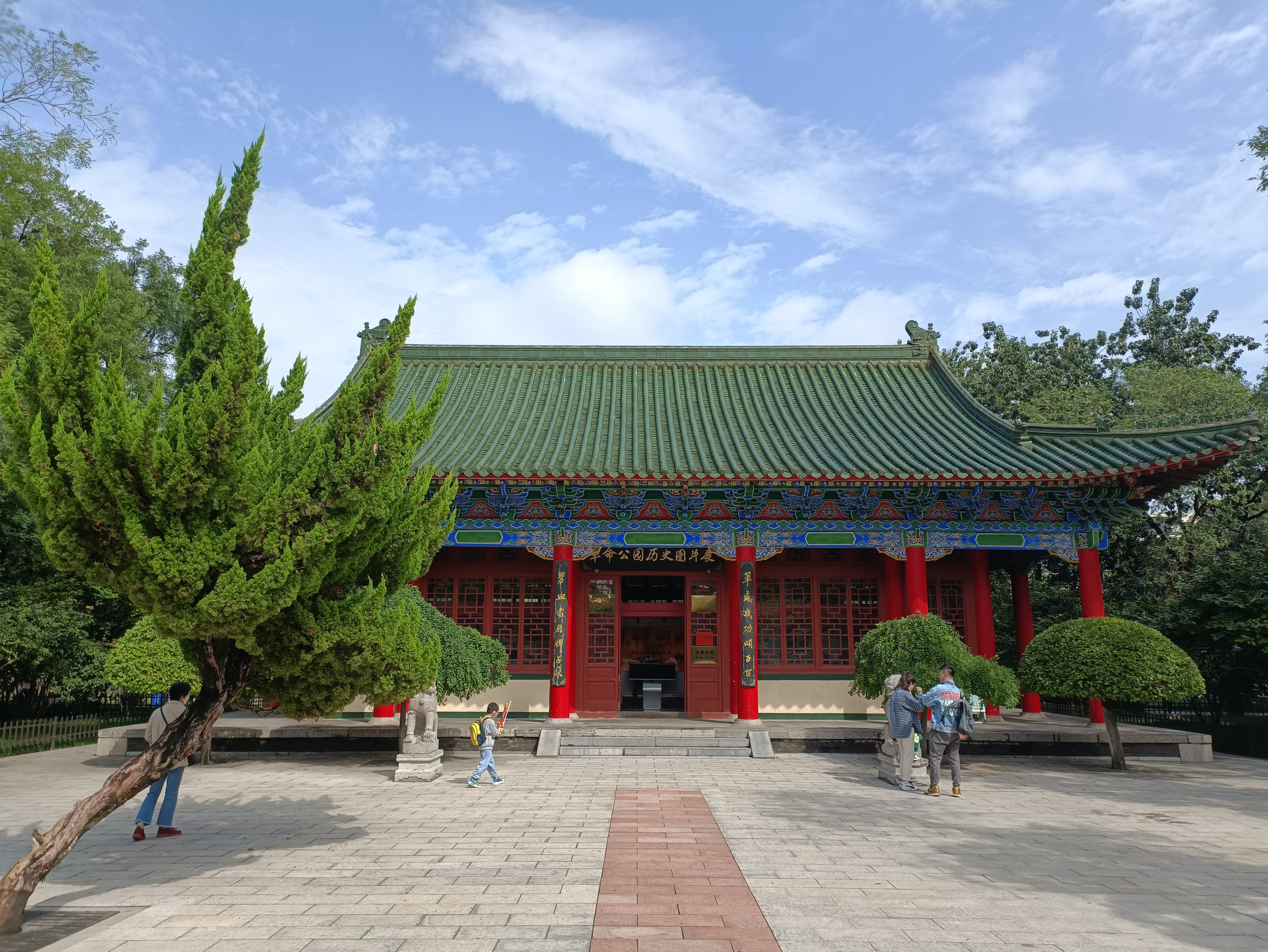
忠烈祠
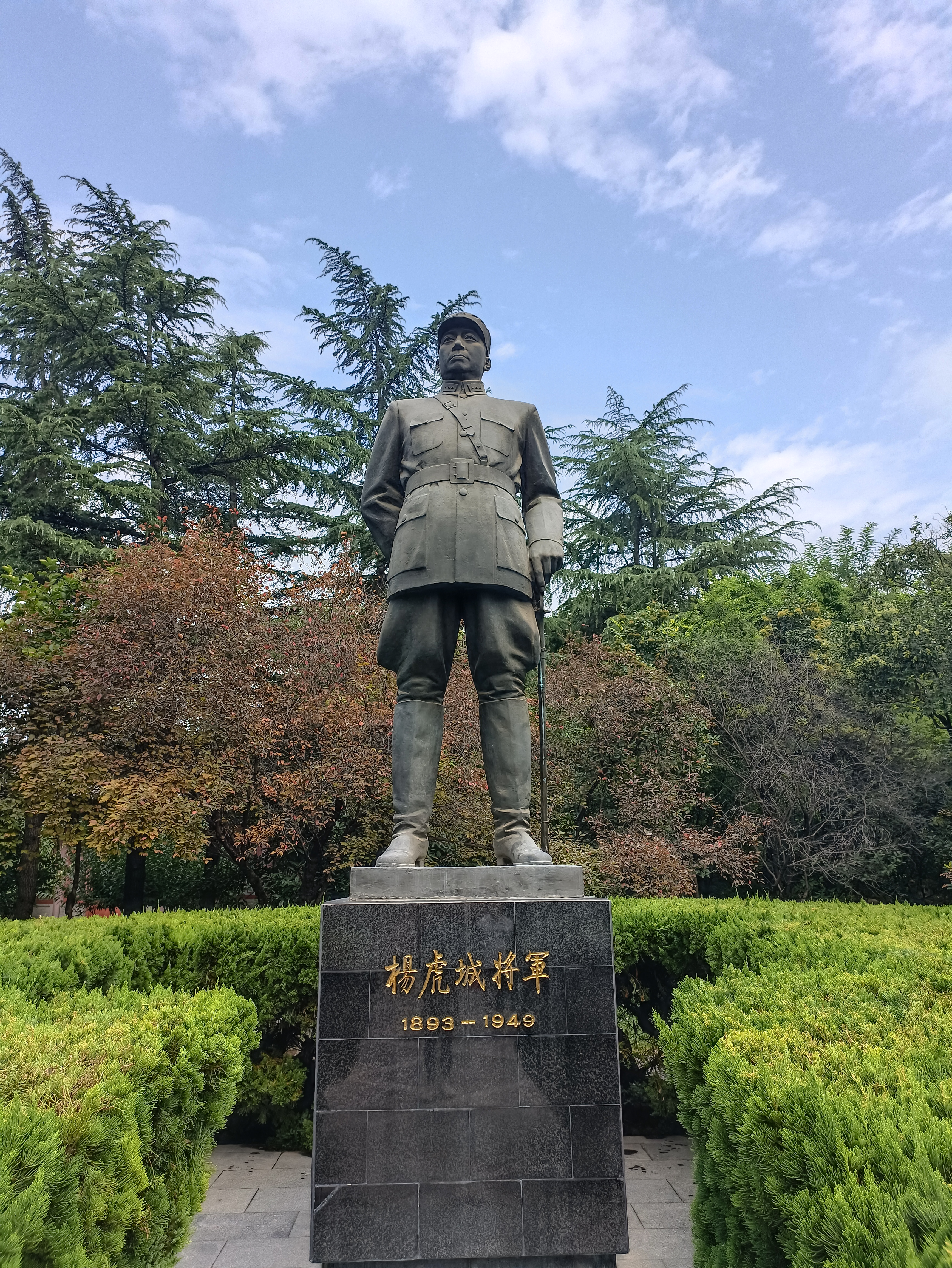
杨虎城雕像
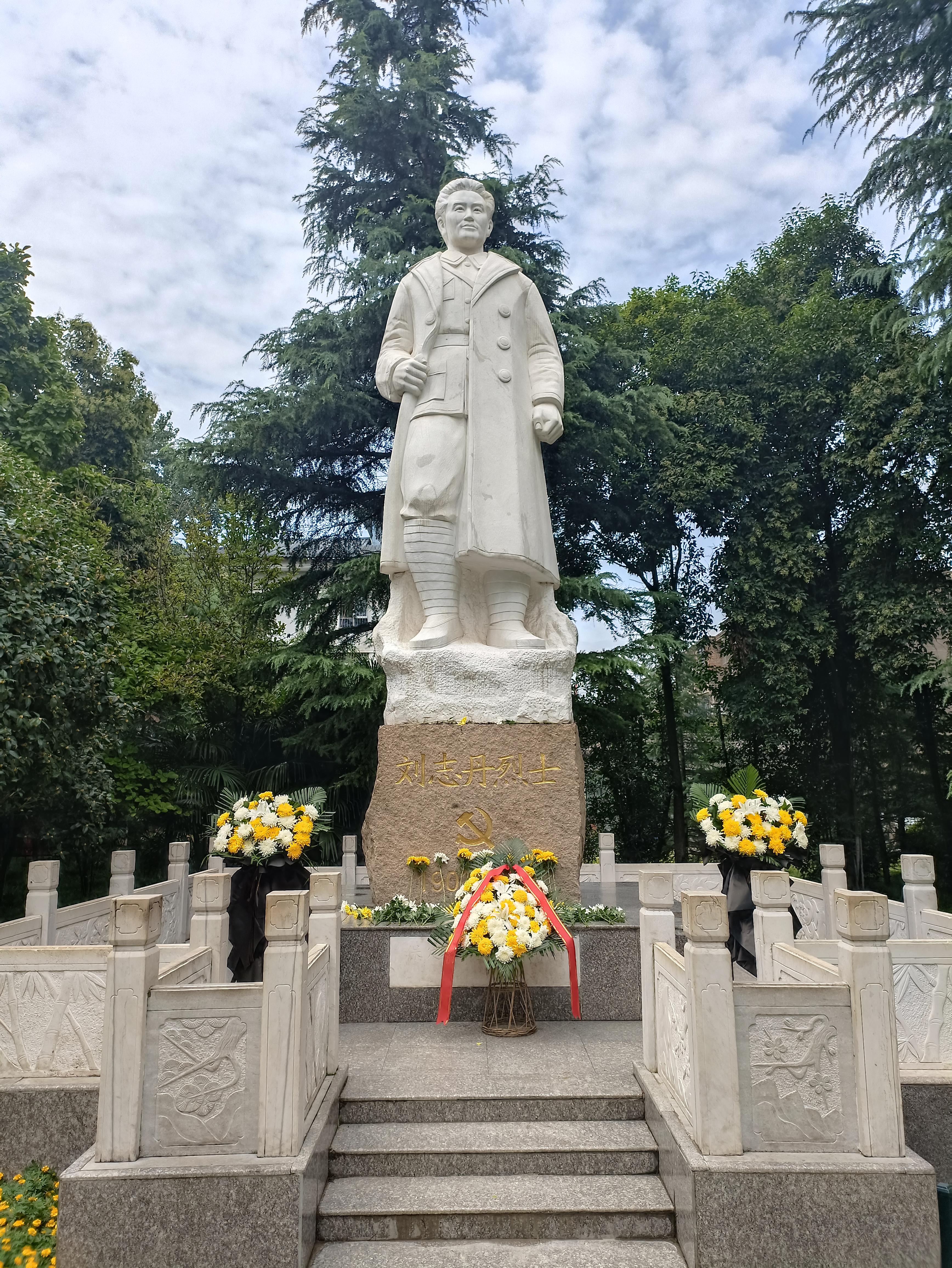
刘志丹雕像
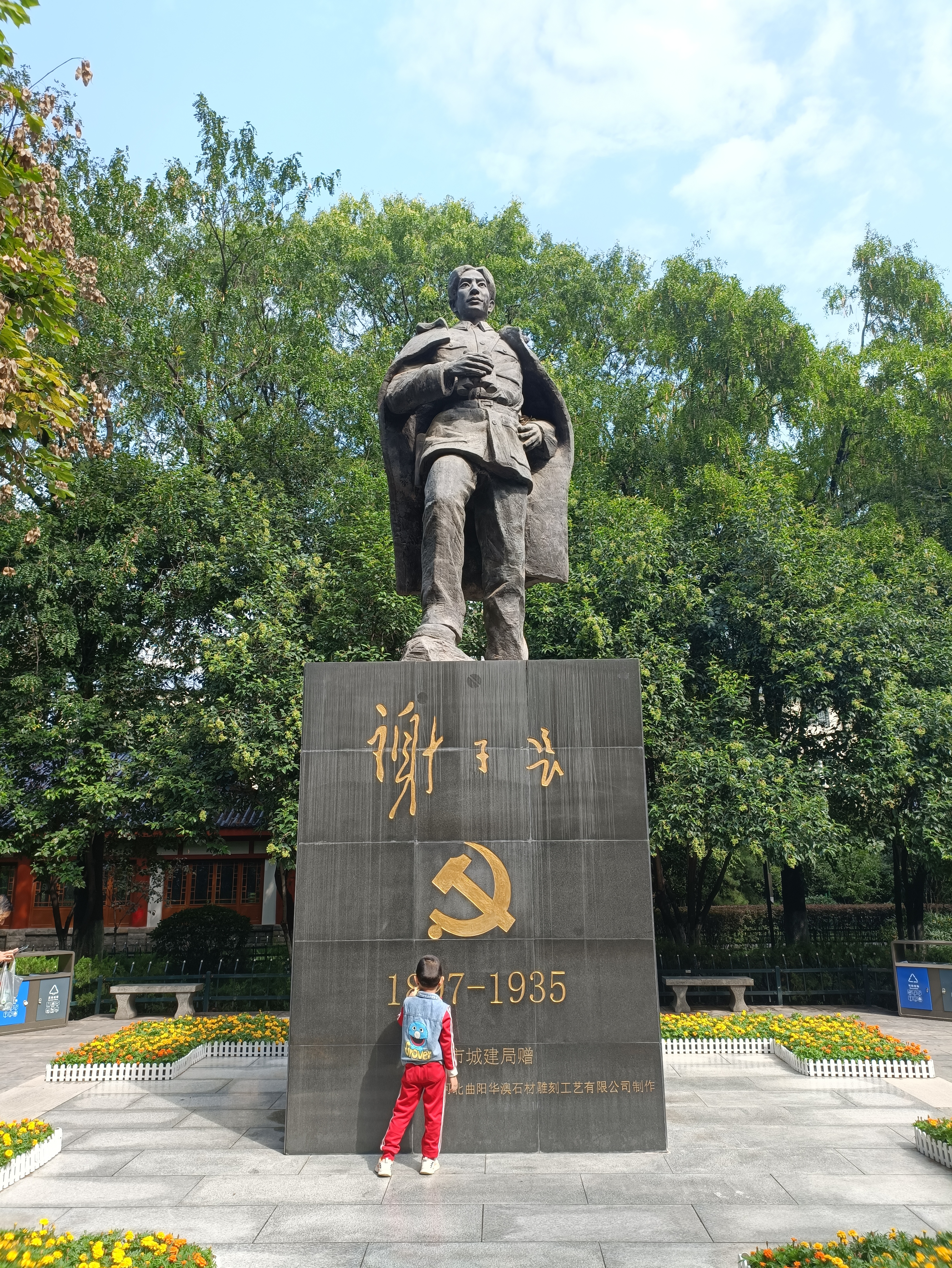
谢子长雕像
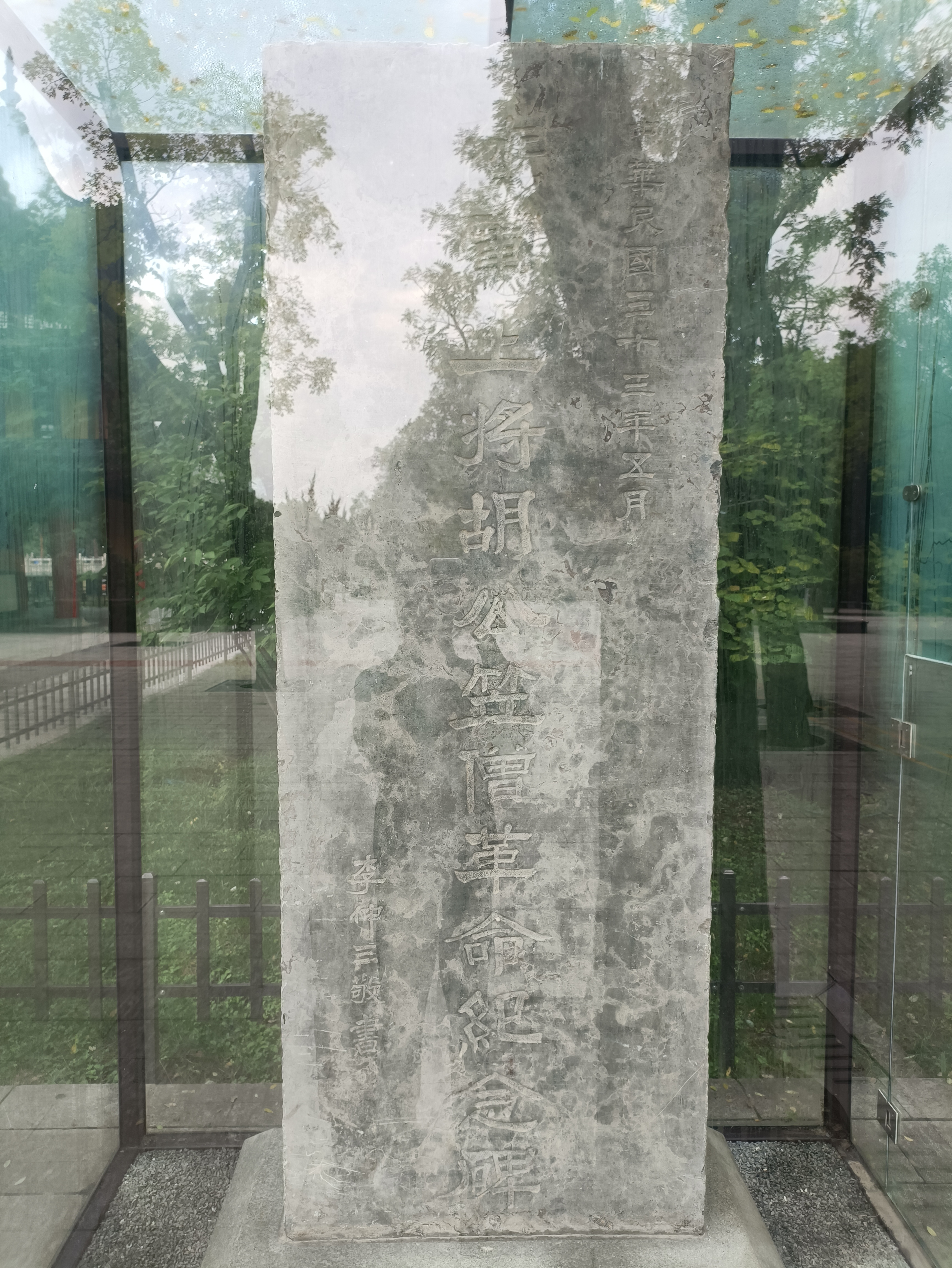
陆军上将胡公笠僧革命纪念碑

## 现状
革命公园曾于2011年进行改造，主要是对园区内所有的路面、地下管线、革命亭广场地面等进行改造翻新。
经过数年的发展，革命公园已经成为西安市内较有影响的一个相亲平台。2014年5月6日，革命公园管理方面表示将取缔这个“相亲角”。